# Christina Sophia Berwald
Christina Sophia Berwald (Christine Sophie Louyse Berwald; getauft am 24. Juli 1746 in Hohenaspe; † nach 1840 in Husum, seit 1791 verheiratete Christine Sophie Hanke) war eine deutsche Sängerin.

## Leben und Wirken
Die Tochter Johann Friedrich Berwalds kam möglicherweise 1772 mit ihrem Halbbruder Christian Friedrich Georg Berwald nach Stockholm. Von 1774 bis 1779 war sie Sopranistin am Hof von Ludwigslust. Vermutlich ist sie identisch mit der „schwedischen Mamsell Berwald“, die 1786 in Kopenhagen auftrat. Sie heiratete 1791 K. Hanke und lebte dann in Flensburg.

## Anmerkung
1. ↑  abweichend hiervon in Christina Sophia Berwald. In: Laurenz Lütteken (Hrsg.): MGG Online (Abonnement erforderlich).: * 11. Juli 1757 in Schleswig

| Personendaten    | Personendaten                                             |
| ---------------- | --------------------------------------------------------- |
| NAME             | Berwald, Christina Sophia                                 |
| ALTERNATIVNAMEN  | Berwald, Christine Sophie Louyse; Hanke, Christine Sophie |
| KURZBESCHREIBUNG | deutsche Sängerin                                         |
| GEBURTSDATUM     | getauft 24. Juli 1746 oder 11. Juli 1757                  |
| GEBURTSORT       | Hohenaspe                                                 |
| STERBEDATUM      | nach 1840                                                 |
| STERBEORT        | Husum                                                     |